# Света Анна с мадоната и младенеца
„Света Анна с мадоната и младенеца“ е картина, нарисувана с маслени бои от Леонардо да Винчи, която изобразява света Анна, нейната дъщеря Дева Мария, седнала в скута ѝ и невръстния Исус, който почти изскача от ръцете на майка си, за да хване едно агънце. Картината е поръчана за част от олтар за църквата Сантисима Анунциата във Флоренция, като тази тема дълго е вълнувала Леонардо.

## История
Поръчката за картината е на монасите от църквата Сантисима Анунциата, където Леонардо е настанен при второто си пребиваване във Флоренция, където се завръща през 1500 г. В манастира са му отделени пет стаи, в него има библиотека за проучванията му, а съвсем близо е болницата Санта Мария Нуова, където Леонардо изучава човешката анатомия чрез аутопсии.
След като получава поръчката, Леонардо се бави с изпълнението, докато най-накрая нарисува скица на Богородица със света Анна и младенеца Христос. Вазари пише, че тази скица става сензация и два дни хората се тълпят да я видят. Той обаче описва, че рисунката включва и свети Йоан като момченце, което не отговаря на композицията, съхраняван днес в Лувъра. Според Айзъксън Вазари вероятно се обърква, тъй като наистина има варианти на рисунката със свети Йоан вместо агнето, съхранявани в Бърлингтън хаус, Лондон (The Burlington House Cartoon). Това намесване на свети Йоан остава историческа загадка, като към края на XX век сред учените се оформя мнението, че Леонардо е започнал със скицата с агне през 1501 г., после се е разколебал и няколко години по-късно е нарисувал скица със свети Йоан. Накрая пак е променил решението си и в окончателната картина се е върнал към версията с агне и без свети Йоан. Според друго тълкуване скицата от Бърлингтън хаус предхожда останалите.
Веспучи отбелязва, че централната част на картината е завършена през 1503 г. Тя обаче никога не е предадена на монасите, а Леонардо продължава да я носи със себе си до края на живота си, като внася подобрения в продължение на повече от десетилетие. През тези години неговите ученици правят нейни копия, някои от които са дори по-завършени от картината.
През 2008 г. уредникът на Лувъра открива няколко бледи скици, за които се мисли, че са нарисувани от Леонардо. Инфрачервената рефлектография е използвана, за да разкрие рисунки 7 x 4 инча на конска глава, която приличала на скиците на конете, които Да Винчи е направил преди да нарисува стенописа „Битката при Ангиари“. Също така е разкрита и втора скица 6 1/2 x 4 инча, изобразяваща половин череп. Трета скица показва младенеца, който си играе с агне, като тази скица е подобна на сцената на предната страна на картина в Лувъра. Говорител заявява, че е „много вероятно“ скиците да са нарисувани от Леонардо и че това е първият път, когато е открита рисунка „на обратната страна“ на някоя от картините му. Тя ще бъде изучавана още от екип учени, докато бива реставрирана.